# Restaurant clandestin
Un restaurant clandestin, désigné aussi sous le terme anglais restaurant underground, est un restaurant non déclaré se trouvant chez un particulier. Ce type d’établissement est illégal car il échappe aux charges et aux normes d'hygiène en vigueur. Les repas sont généralement payants, dans des lieux tenus secrets, le bouche à oreille ou Facebook étant les moyens utilisés pour se faire connaître. Le nombre d'invités ou clients (il s'agit d'un hybride des deux) est limité.

## Histoire
Ce concept, venu des États-Unis, s'est propagé dans le monde anglo-saxon avant de s'implanter en France[Information douteuse].
Selon le syndicat national des hôteliers, restaurateurs, cafetiers et traiteurs, en 2015, plus de 3 000 restaurants clandestins auraient déjà été installés en France.
En 2020, lors de la pandémie de Covid-19, pour pallier le manque de revenus en raison de la fermeture de leur établissement pour cause de confinement, plusieurs restaurateurs ont organisé des restaurants clandestins chez eux,, y compris dans des cadres prestigieux et avec des invités de marque.